# Virabhadrasana I

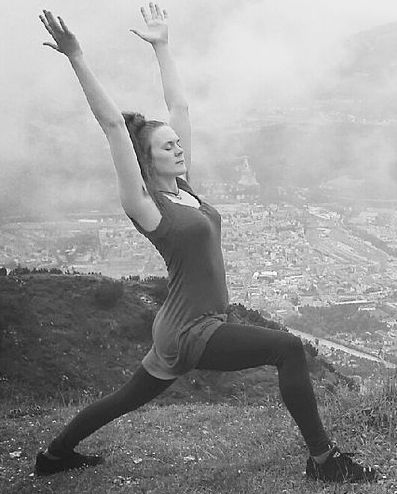
Virabhadrasana I

Virabhadrasana I (em sânscrito:  वीरभद्रासन,IAST: Vīrabhadrāsana) ou Posição do guerreiro I é um asana, ou postura, do ioga. O nome deriva do sânscrito vira: “herói”, bhadra: “amigo” e asana, que significa “postura” ou “posição”.

## Variações
- Virabhadrasana I
- Virabhadrasana II
- Virabhadrasana II